# Casearia nigrescens
Casearia nigrescens är en videväxtart som beskrevs av Louis René Tulasne. Casearia nigrescens ingår i släktet Casearia och familjen videväxter.

## Underarter
Arten delas in i följande underarter:
- C. n. lucida
- C. n. onivensis
- C. n. ovata
- C. n. subtrinervia